# Sexy (roman)
Sexy est un roman de Joyce Carol Oates paru le 15 février 2005 aux États-Unis. Sa thématique portant sur la pédophilie, l'homosexualité et les relations sexuelles hors-mariage ont provoqué des tentatives pour le bannir de certaines bibliothèques américaines. Le roman paraît en France chez Gallimard Jeunesse en 2007.

## Résumé
Darren est un lycéen de 16 ans qui fait partie du club de natation de son école, dont il est un peu l’icône, tant il excelle dans son sport. C’est un très beau jeune homme, il fait tourner la tête des filles mais n’a encore aucune idée de comment il pourrait s’y prendre avec elles. Dès qu’une fille l’approche pour lui parler, il ne sait pas quoi répondre, se sent perdu et préfère fuir. C’est un élève qui a des notes normales, particulièrement en anglais où il est un peu comme le chouchou de son professeur. Celui-ci s’appelle monsieur Tracy, les filles l’aiment beaucoup, même s’il a un côté un peu efféminé, il va souvent voir Darren à ses compétitions, prend des photos de lui quand il plonge et l’apprécie particulièrement et cela plaît peu à Darren. Un jour d’hiver, après une compétition, M. Tracy propose à Darren de le raccompagner chez lui en voiture. Darren finit par accepter, malgré son malaise. Sur le chemin, ils parlent ensemble, Darren se méfie jusqu’à ce que le professeur lui demande de l’appeler par son prénom, Lowell. À cet instant, Darren se fige. Il ne se passe rien de plus, mais Darren sort de la voiture complètement bouleversé.
Quelques jours plus tard, à l’école, Darren entend qu’un nageur de son équipe a été renvoyé du club à la suite d'une communication qu’aurait faite M. Tracy sur ses mauvaises notes. Les autres membres du groupe décident de se venger en glissant dans le bureau du directeur une enveloppe contenant des images pornographiques malsaines et une lettre où ils se font passer pour un jeune garçon de 11 ans, qui accuse le professeur de pédophilie. La farce tourne au drame, M. Tracy est suspendu. Accusé de toutes parts, il reçoit des menaces et reste coincé chez lui. Il envoie des mails à Darren, où il présente ses excuses pour son comportement. Il avoue qu’il lui plaît, mais qu’il a repris ses esprits. Il lui demande de l’aider à prouver qu’il n’est pas un pédophile, et qu’après, il ferait ce qu’il faut pour se faire oublier auprès de Darren. 
Un jour, il a un accident de voiture qui camouflerait un suicide de M. Tracy. Darren s’en veut d’avoir ignoré les appels à l’aide du professeur et va tout faire pour lui rendre un minimum sa dignité, et honorer sa mémoire.

## Éditions
Édition originale américaine
- (en) Joyce Carol Oates, Sexy, New York, HarperCollins, 2005 (OCLC 54960465)

Éditions française
- (fr) Joyce Carol Oates (auteur) et Diane Ménard (traducteur) (trad. de l'anglais), Sexy [« Sexy »], Paris, Éditions Gallimard Jeunesse, coll. « Scripto », 2007, 222 p. (ISBN 978-2-07-057468-1, BNF 40978932)
- (fr) Joyce Carol Oates (auteur) et Diane Ménard (traducteur) (trad. de l'anglais), Sexy [« Sexy »], Paris, Éditions Gallimard, coll. « Folio no 4908 », 2009, 237 p. (ISBN 978-2-07-038083-1, BNF 41494107)